# Monika Piazzesi
Monika Piazzesi es profesora de Economía en la Universidad de Stanford. En 2006, recibió el Premio de Investigación Elaine Bennett. El enfoque de su investigación es en la fijación de precio de activos así como en series de tiempo, en particular sobre el mercado de bonos y las tasas de interés.

## Biografía
Piazzesi atendió la Universidad de Heidelberg en Alemania donde  estudie Economía. Estudió la Licenciatura en economía en la Universidad de Bonn en 1994 y el Doctorado en Economía en la Universidad de Stanford en 2000. 
Posteriormente, se unió a la facultad de economía de la Universidad de California en Los Ángeles. Actualmente es profesora profesora de Economía en la Universidad de Stanford.

## Publicaciones seleccionadas
- Ang, Andrew; Piazzesi, Monika (2003). «A no-arbitrage vector autoregression of term structure dynamics with macroeconomic and latent variables». Journal of Monetary Economics 50 (4): 745-787. doi:10.1016/S0304-3932(03)00032-1.
- Cochrane, John H.; Piazzesi, Monika (2005). «Bond Risk Premia». American Economic Review 95: 138-160. doi:10.1257/0002828053828581.
- Ang, Andrew; Piazzesi, Monika; Wei, Min (2006). «What does the yield curve tell us about GDP growth?». Journal of Econometrics 131 (1–2): 359-403. doi:10.1016/j.jeconom.2005.01.032.
- Piazzesi, Monika; Schneider, Martin; Tuzel, Selale (2007). «Housing, consumption and asset pricing». Journal of Financial Economics 83 (3): 531-569. doi:10.1016/j.jfineco.2006.01.006.
- Piazzesi, Monika (2010). «Affine Term Structure Models». Handbook of Financial Econometrics: Tools and Techniques. pp. 691-766. ISBN 9780444508973. doi:10.1016/B978-0-444-50897-3.50015-8.